# Boomerang (inversion)
Pour les articles homonymes, voir Boomerang (homonymie).

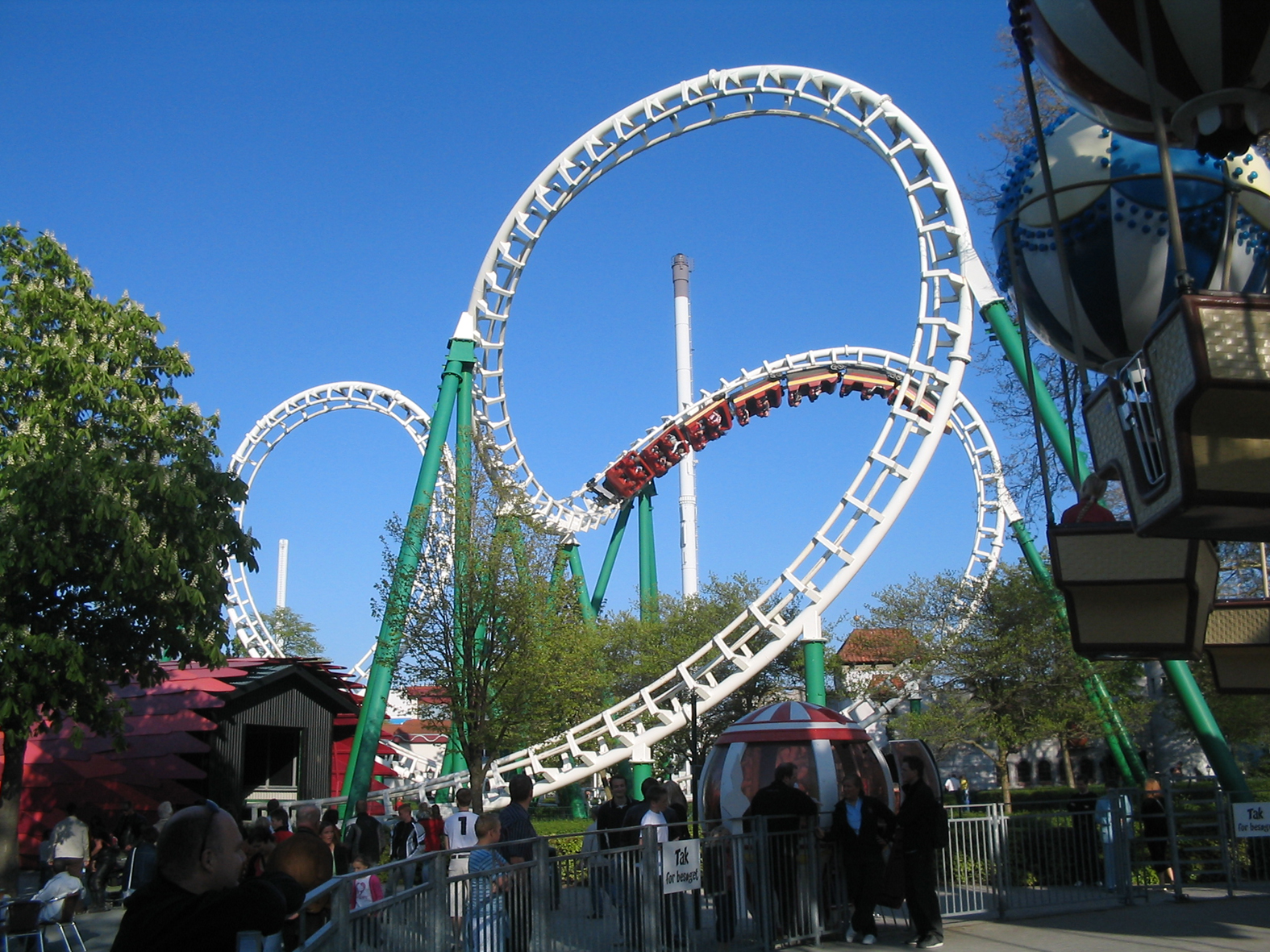
La figure Boomerang sur le parcours du Boomerang,.

Le Boomerang (chez Vekoma), également appelé Cobra Roll (chez Intamin et Bolliger & Mabillard), est une figure sur le tracé des montagnes russes en métal composée de deux inversions.

## Description
La figure commence par l'ascension du rail vers la droite ou la gauche tout en effectuant une rotation pour amener les passagers tête en bas. S'ensuit un demi looping vertical plongeant vers le sol. Puis le rail remonte grâce à une seconde demi boucle verticale, et enfin roule sur le côté pour revenir à proximité du début de la figure. Ces deux inversions auront permis un demi tour sur le circuit.
The Monster, situé à Walygator Grand Est, possède cette figure. Elle est située en 3e et 4e inversions.